# West Dawlish
West Dawlish var en civil parish från 1894 till 1974 då den blev en del av Dawlish, i grevskapet Devon, i England. Civil parish var belägen 13 km från Exeter och hade 1 176 invånare år 1951.